# Лошаков Опанас Ілліч
Опана́с Іллі́ч Лошако́в — радянський військовик, учасник Другої світової війни, Герой Радянського Союзу, гвардії старший лейтенант.

## Життєпис
Народився в селі Абрамівка (сучасний Вишгородський район Київської області). Протягом 1934—1936 років проходив строкову службу в лавах РА. Мобілізований 1941 року, закінчив військове піхотне училище.
Командир стрілецького батальйону 9-го гвардійського полку 3-ї гвардійської мотострілецької дивізії, 4-й Український фронт. У квітні 1944 року відзначився під час боїв за визволення міст Армянськ та Євпаторія. 8 квітня вивів підрозділ на визначений рубіж під Армянськом, радянська артилерія почала артпідготовку, з неба прикривали літаки. Після умовного сигналу піхота рушила за танками в наступ. За 20-30 метрів до передньої траншеї червоноармійці закидали противника гранатами. В перебігу бою підрозділ, у якому був Опанас Лошаков, ліквідував до 200 вояків противника, до 20 полонені, серед них 2 офіцери. У тому бою Лошаков ліквідував 3-х нацистів. Біля села Джулга підрозділ був контратакований, після годинного бою Опанас Лошаков зазнав поранення. Згодом підрозділ Лошакова брав участь у боях за Ішуньські укріплення, в ході яких зліквідовано 150 ворожих солдатів та 3 танки. При вибитті нацистів із Євпаторії першим до міста зайшов підрозділ Опанаса Лошакова.
Загинув 30 липня 1944 року у бою біля містечка Шета на території сучасної Литви. Похований на місці бою.

## Нагороди та вшанування
- Герой Радянського Союзу (16 травня 1944)
- орден Леніна
- орден Вітчизняної війни 1 ступеня
- медалі
- на будівлі школи, де навчався Лошаков, встановлено меморіальну дошку
- у місті Кедайняй його ім'ям названо вулицю.